# Maipilz
Der Maipilz (Calocybe gambosa), auch Mai- oder Georgsritterling genannt, ist eine Pilzart aus der Familie der Raslingsverwandten (Lyophyllaceae). Er ist ein Speisepilz, kann jedoch mit dem stark giftigen Ziegelroten Risspilz (Inosperma erubescens) oder dem giftigen Riesen-Rötling (Entoloma sinuatum) verwechselt werden.

## Merkmale

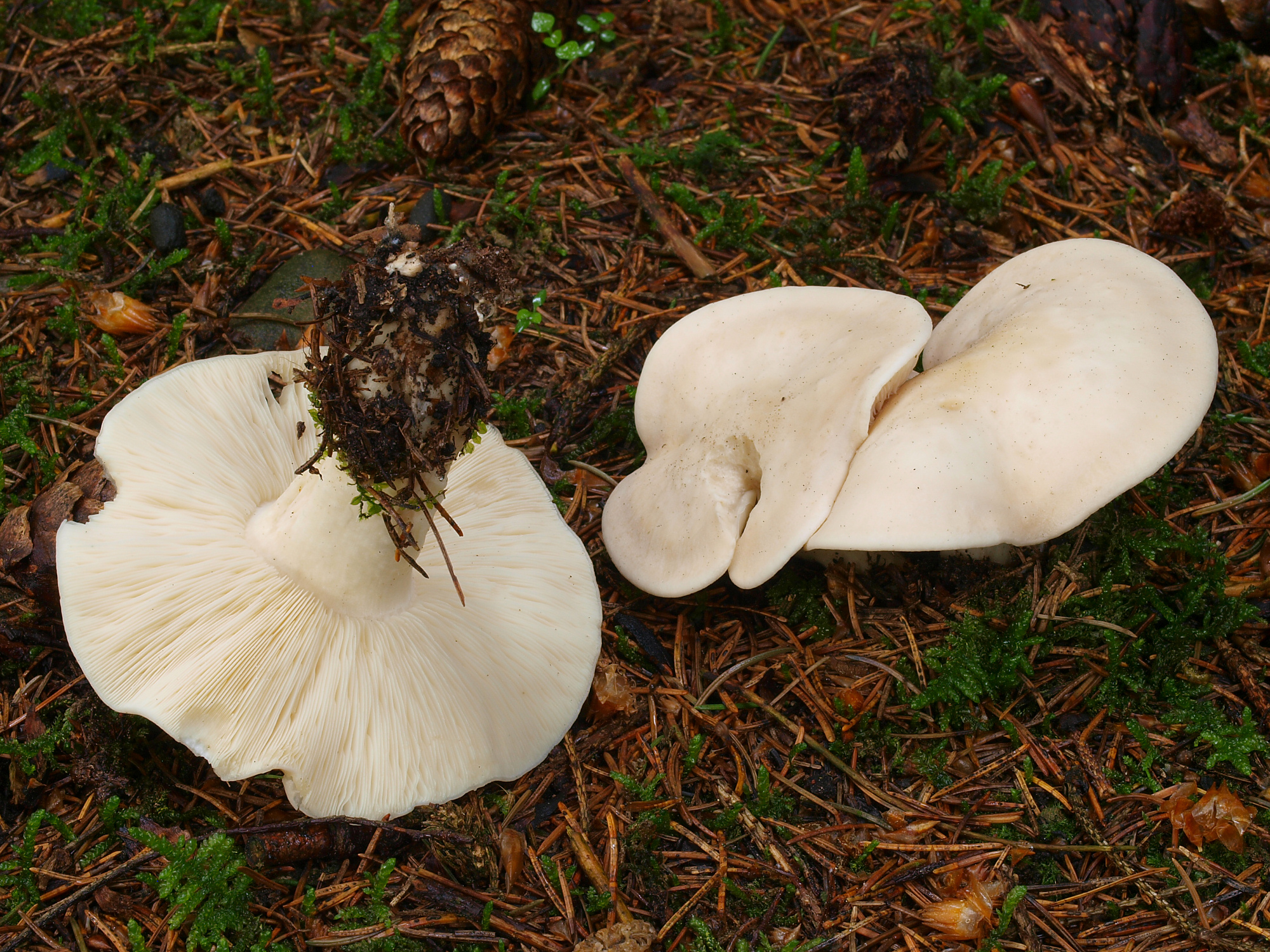
In bodensauren Fichtenforsten kommt der Maipilz entlang geschotterter Wege vor.

### Makroskopische Merkmale
Der 3–10, selten bis zu 15 cm breite Hut ist jung halbkugelig geformt, später ausgebreitet und oft unregelmäßig verbogen. Die matte und trockene Oberfläche zeigt meist eine weiße bis cremeweiße, bei einigen Varietäten auch gelbliche oder bräunliche Färbung. Die schmalen und dicht gedrängt stehenden Lamellen sind am Stiel gerade oder ausgebuchtet angewachsen. Das Sporenpulver ist weiß. Der 3–10 cm lange und bis zu 4 cm breite Stiel hat eine feste Konsistenz und ist weiß gefärbt. Markant ist der aufdringliche mehlartige Geruch (wie Salatgurke oder kieniges Holz) des Fleischs.

### Mikroskopische Merkmale
Die elliptischen und glattwandigen Sporen zeigen keine Jod-Farbreaktion. Ihre Maße betragen 4–7 × 2–3,5 Mikrometer. Die Sporenständer (Basidien), an denen die Sporen heranreifen, weisen eine siderophile Granulation auf. Sterile Elemente (Zystiden) fehlen hingegen völlig. An den Trennwänden (Septen) der Pilzfäden (Hyphen) sind meist Schnallen vorhanden. Anders als bei den Raslingen mit inkrustierten Hyphen ist das Pigment bei den Hyphen des Maipilzes intrazellulär im Zellsaft gelöst.

## Artabgrenzung

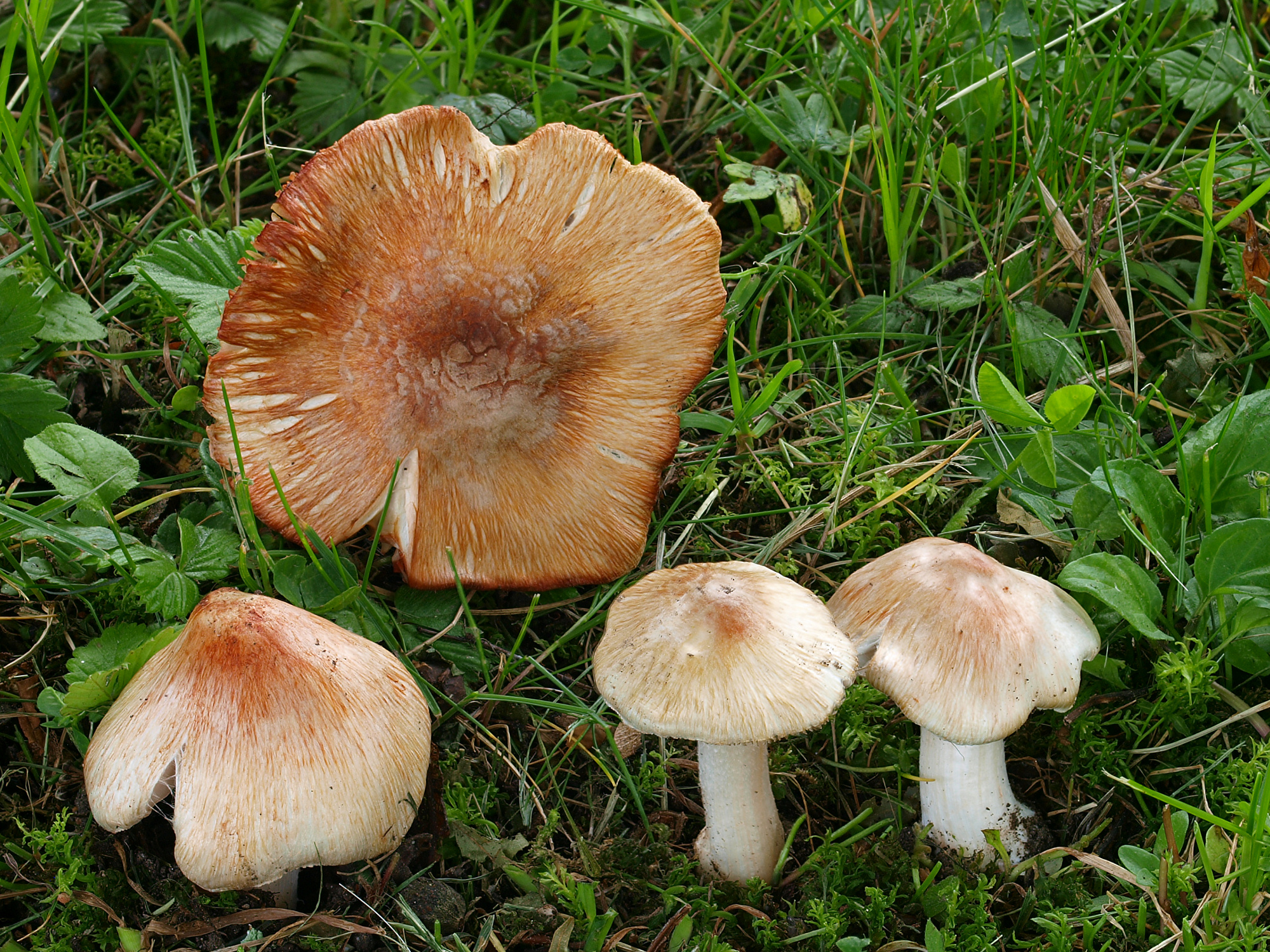
Junge Exemplare des Ziegelroten Risspilzes können durchaus mit dem Maipilz verwechselt werden.

Der Maipilz ist mit seinen recht kompakten, hellen Fruchtkörpern, den engstehenden Lamellen, dem Geruch nach Mehl sowie durch das normalerweise frühe Erscheinen im Jahr relativ gut gekennzeichnet. Einige giftige Arten können ihm vor allem im Jungstadium recht ähnlich sein. Daneben gibt es weitere Arten, die sich mitunter noch schwerer trennen lassen, die jedoch ungiftig sind.
Der stark giftige Ziegelrote Risspilz (Inosperma erubescens), dessen Fruchtkörper zur gleichen Zeit wachsen, ist der klassische Doppelgänger des Maipilzes. Markant sind das rötende Fleisch, der radialfaserige Hut und die im Alter schmutzig bräunlichen Lamellen. Außerdem riecht das Fleisch junger Fruchtkörper manchmal angenehm obstartig, ältere Exemplare entwickeln später einen unangenehmen süßlich-spermatischen Geruch.
Der wärmeliebende, giftige Riesen-Rötling (Entoloma sinuatum) riecht im Schnitt zwar auch nach Mehl, bildet aber erst ab August Fruchtkörper aus. Ansonsten können junge Exemplare bei flüchtiger Draufsicht durchaus dem Maipilz ähnlich sehen. Die Lamellen sind jedoch nicht weiß, sondern gelblich gefärbt. Im Alter wechselt die Farbe durch das Sporenpulver zu schmutzig-rosa.
Eine weitere Art mit hellen Fruchtkörpern, engstehenden Lamellen und Mehlgeruch ist der Wurzelnde Schönkopf (Tricholomella constricta), der zuvor ebenfalls in die Gattung Calocybe gestellt wurde. Er ist etwas kleiner, rein weiß getönt, verfärbt sich im Alter jedoch graubraun und bevorzugt nitratreiche Böden. Seine Sporen sind größer und warzig. Ähnlich sind auch Arten der Gattung der Riesenkrempentrichterlinge (Leucopaxillus), die meist größer werden, im Jungstadium aber einen ähnlichen Habitus besitzen können. Der Dreifarbige Krempenritterling (Leucopaxillus compactus) riecht kaum nach Mehl und schmeckt unangenehm. Sehr ähnlich ist auch die besonders seltene Gerhardtia piperata. Diese Art besitzt einen Geruch nach Weinfass und schmeckt scharf. Beide Arten erscheinen üblicherweise später im Jahr. Sie sind ungenießbar.
Darüber hinaus kommen weiße Ritterlinge (Tricholoma) mit Mehlgeruch für Verwechslungen in Frage. Deren Lamellen stehen mit zunehmendem Alter weniger stark gedrängt als beim Maipilz. Der Seidige Ritterling (Tricholoma columbetta) hat einen seidig glänzenden bzw. – bei feuchter Witterung – etwas schmierigen Hut, der oft recht stark wellig verbogen ist. Weitere Arten wie beispielsweise der Strohblasse Ritterling (Tricholoma album) besitzen einen unangenehmen Geruch.

## Ökologie

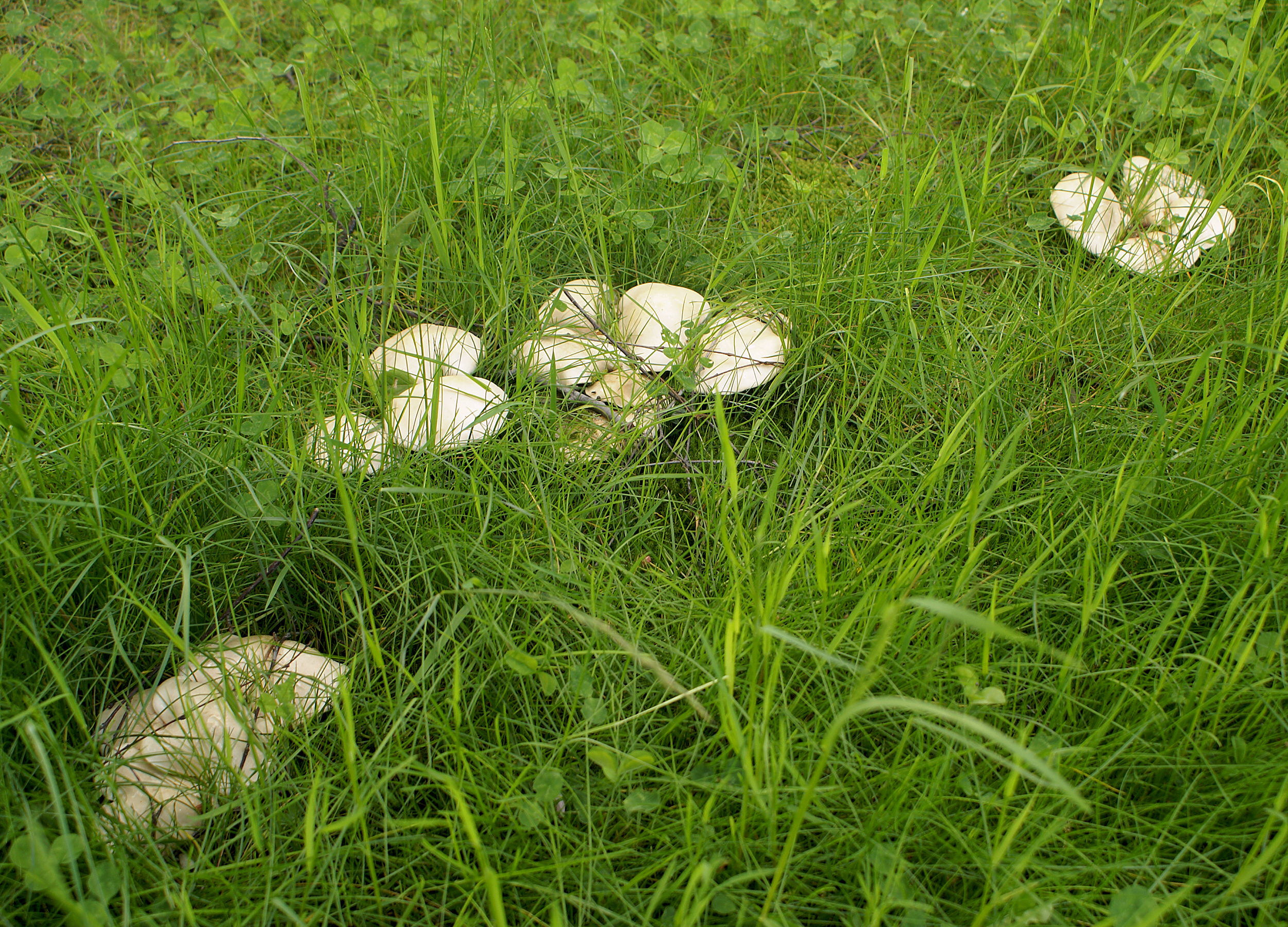
Der Maipilz wächst gerne in Gruppen oder Hexenringen auf Wiesen.

Der Maipilz gilt als standorttreu und lebt saprob im Boden. Seine Fruchtkörper wachsen in Nestern oder Trupps, dicht besetzten Bogen und Hexenringen. Je nach Höhenlage fruktifiziert der Pilz von April bis Juli, häufig in zwei Schüben: zuerst von Ende April bis Mitte Mai, danach von Juni bis Anfang Juli. Gelegentlich sollen im August und September noch vereinzelte Nachzügler auftauchen.
Als Habitat bevorzugt der Blätterpilz sonnige, grasige Stellen in Buchen- und Buchen-Tannenwäldern, seltener Hainbuchen-Eichenwäldern sowie Edellaubbaum- und Auwäldern. Ebenso sind Vorkommen in Waldrandgesellschaften wie Prunetalia-Hecken und Hasel-Vorwälder belegt. Darüber hinaus besiedelt der Pilz auch Sekundärhabitate wie Waldwiesen, Grünanlagen sowie Waldweg- und Straßenränder. Selbst vor Halbtrockenrasen beziehungsweise Wacholderheiden, Triften und Ackerrainen und Streuobstwiesen macht der Maipilz nicht halt. Gleiches gilt für sporadisch oder mäßig gedüngte, extensiv bewirtschaftete Bergwiesen und Weiden. Dagegen fehlt die Art – von vereinzelten Funden in standortfremden Fichten- und Kiefernaufforstungen abgesehen – in bodensauren Eichen-, Fichten-Tannen- und Fichtenwäldern.

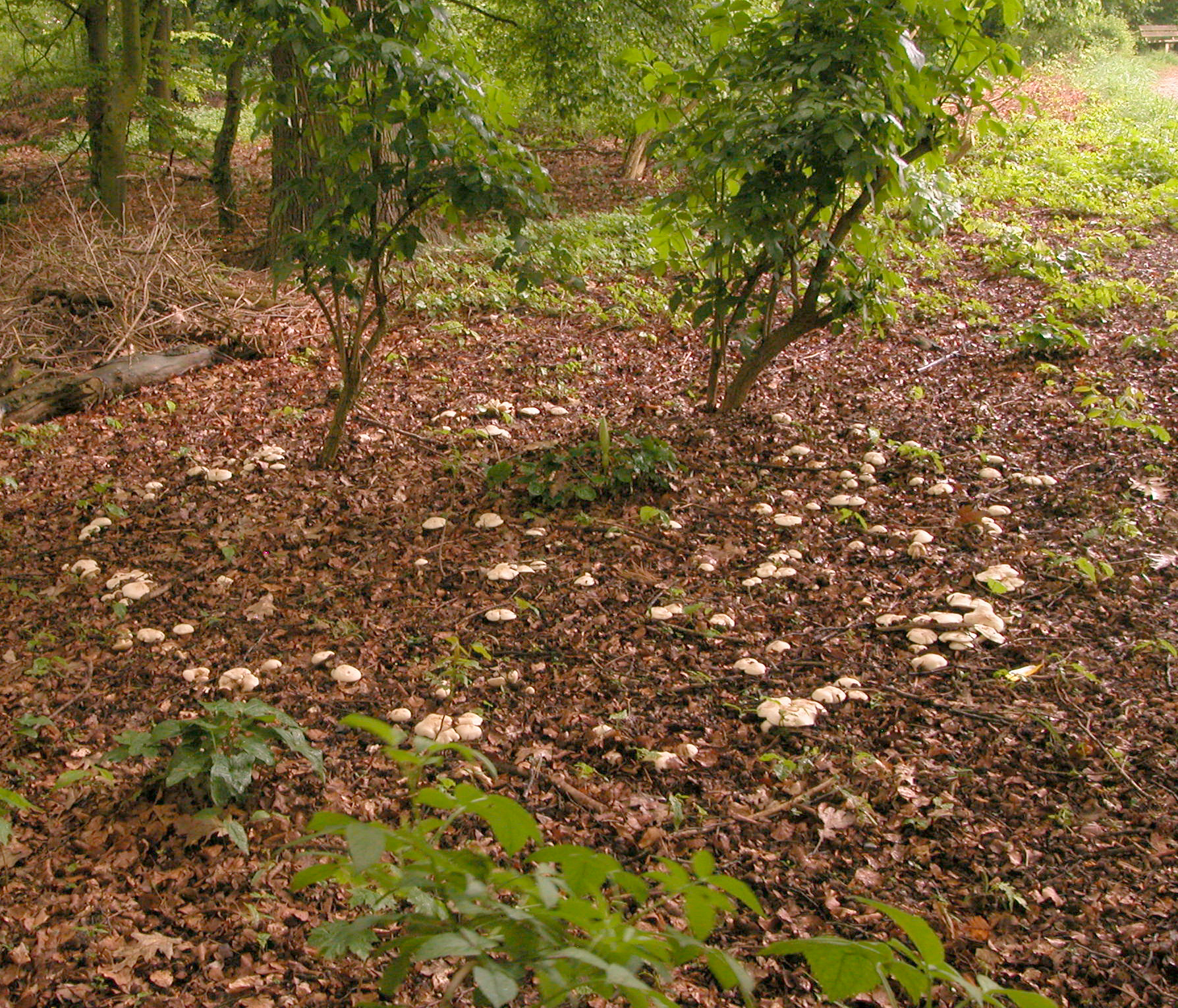
Maipilz-Hexenring im Laubwald in der Nähe eines Schotterweges

Geeignete Böden sind frisch, allenfalls mäßig trocken bis mäßig feucht und vorwiegend alkalisch bis neutral. Wesentlich seltener wählt der Maipilz mäßig saure bzw. oberflächlich schwach abgesauerte, mäßig nährstoffhaltige und gut bis reichlich mit Basen versorgte sowie unterschiedlich gründige Böden. Dazu zählen hauptsächlich Braunlehm-Rendzinen, Terra fusca, basenreiche sowie sandige bis anlehmige Braunerden über Kalksanden, -schottern und -lehmen, Mergeln, hin und wieder auch basenreichere Plutoniten. Die Vorkommen auf stark sauer verwitternden Bunt- und Keuper-Sandsteinen, stark quarzhaltigen Silikaten und Torf beschränken sich auf geschotterte Waldstraßen und -wege. Sporadisch können Fruchtkörper auch nach der Kalkung von Waldböden gefunden werden.

## Verbreitung
Der Maipilz ist meridional bis boreal in der Holarktis verbreitet. In Nord- und Mittelasien kann die Art in ganz Sibirien, Korea und Japan gefunden werden. Vom nordamerikanischen Subkontinent existiert nur eine einzige Aufsammlung im Südwesten Kanadas. Von Nordafrika wurden Funde aus Marokko berichtet, auch auf den Kanarischen Inseln kann der Pilz gefunden werden. In Südeuropa gibt es Fundmeldungen aus Bulgarien, Italien, Rumänien und Spanien. Auf dem westlichen Subkontinent wurde der Mairitterling in den Benelux-Ländern, Frankreich, Großbritannien nordwärts bis zu den Shetland-Inseln und sehr selten in Irland nachgewiesen. In Mitteleuropa ist die Art aus Deutschland, Liechtenstein, Österreich, Polen, der Schweiz, Slowakei, Tschechien und Ungarn bekannt. Im Osten Europas ist der Pilz in Russland wie zum Beispiel Baschkortostan, und im Nordosten in Estland heimisch. Das Vorkommen in Nordeuropa reicht vom südlichen bis mittleren Fennoskandinavien, der Fund aus Island ist jedoch ungesichert. In Deutschland ist die Art verstreut von der dänischen Grenze, Helgoland und den Küstengebieten der Nord- und Ostsee bei regionalen Verdichtungs- und Auflockerungsgebieten bis zum Hochrhein und den Nordalpen verbreitet.

## Bedeutung

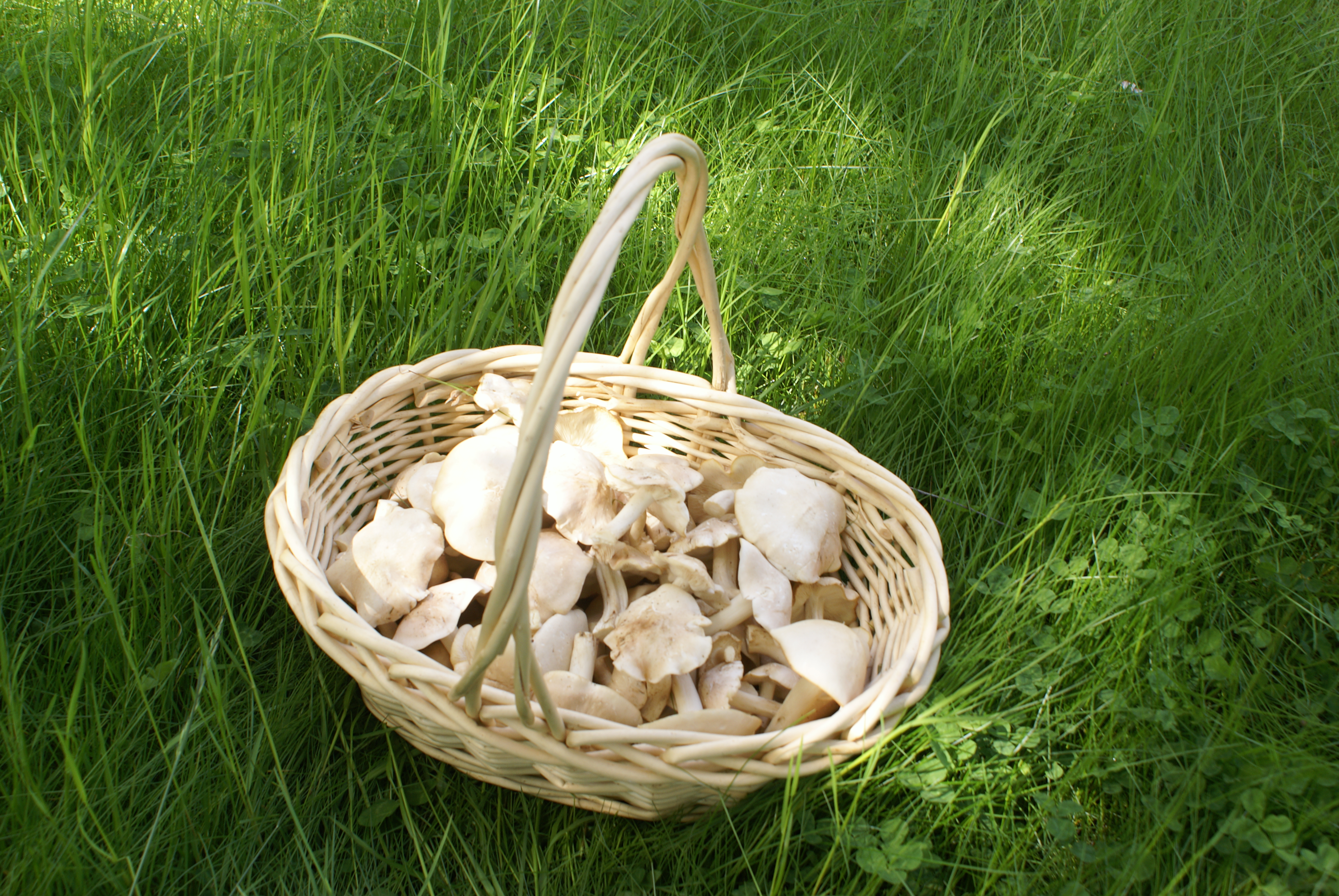
Bereits früh im Jahr bereichert der ergiebige Maipilz den Speiseplan.

Der Maipilz ist ein ergiebiger Speisepilz, der bereits früh im Jahr gesammelt werden kann und blutzuckersenkend wirkt. Er soll jedoch nur kurz geschmort werden, weil die Fruchtkörper sonst zäh werden. Der Speisewert wird indes kontrovers beurteilt. Der aufdringliche Geruch und Geschmack, die sich auch bei der Zubereitung nicht ganz verlieren, können bei entsprechender Veranlagung eine Idiosynkrasie auslösen.